# F1 GRAND PRIX (ゲーム)
『F1 GRAND PRIX』（エフワングランプリ）は、1991年にビデオシステムから稼働されたアーケード用レースゲーム。本項ではコンシューマー機向けに発売された『F-1 GRAND PRIX』シリーズについても説明する。

## 概要
1991年に登場したフォーミュラ1が題材のアーケード用レースゲームで、1989年発売の『スーパーフォーミュラ・地上最速のバトル』をベースとして開発されたものである。FOCAの公認を得て、ゲームとして初めてドライバー名及びチーム名が実名で登場し、フジテレビジョンの公認を得て同局のF1中継同様にオープニングにはT-SQUAREの「TRUTH」（1987年）が使用されている。
縮小/拡大機能を備えないトップスクロール・自車面固定タイプを採用し、『アサルト』（1988年、ナムコ〈現在はバンダイナムコアミューズメント〉）や『チェッカーフラッグ』（1988年、コナミ〈現在はコナミアミューズメント〉）と『キャメルトライ』（1989年、タイトー）と同様に自車がコーナリングするとコースの方が回転する面構成が特徴。トップビューのレースゲームとしては大型筐体で特殊コンパネ、縦スクロール形式の『モナコGP』（1979年、セガ）等が挙げられるが、この作品は1レバー・2ボタンという構成で、競合他社の擬似3Dの体感ゲーム が出尽くした時期に作られた、特殊コンパネを必要としない数少ないテーブル／アップライト筐体用に作られた派生的な作品である。アーケード版デモ画面では自車のほうが回転し､コースをなぞる形で周回する。
1992年にはコンシューマー機向けにスーパーファミコン用ソフトの『F1 GRAND PRIX』を発売。アーケード版と同様にFOCAとフジテレビの公認を得ているが、違いとしては各シーズンに参戦したチーム、及びドライバーの完全収録や台数増加に伴う予備予選モードの追加などが挙げられる。
シリーズ展開は年ごとにチーム・ドライバーをリニューアルしつつ、アーケード版は「Part2」、コンシューマー向けは「Part3」まで発売された。アーケード版データはそれぞれオリジナル(初代)が1991年版データ、Part2が1992年版データとなっている。また、アーケード版『スーパーフォーミュラ』では、アクセル・ブレーキを模した形の丸型ボタンスイッチに被せるカバーが同梱。同軸の通信ケーブルとそれに伴うプレーヤー毎の基板、筐体を用いて数珠繋ぎ方式で通信対戦をする事が可能となっている。基板とセットになっているインストカードもそれ専用のものが同梱されていた。

## ゲーム内容
以下、スタンドアローンである単体稼働時のゲームの流れを挙げる。
ゲームスタートと同時に「WORLD GRAND PRIX」モードと「FREE RUN」モードのどちらか選択。
基本的な流れは、コース選出、チームマシンとドライバー選択後、予選のタイム計測。オープニングラップ最終コーナー出口から加速しながらの自動ローリングスタートとなり、その間にLAP計測への準備が整えられるよう、Part1では加速中「ACCELEATION」とアクセルボタンのオンを促される。制限タイム内にコースを一周して予選タイムを出し、良い成績であれば予選通過。制限時間を過ぎる、成績が悪いとゲームオーバーとなる。
決勝は「WORLD GRAND PRIX」モードは3LAP制、「FREE RUN」モードでは5LAPでのグリッドスタートとなる。予選同じく、制限時間内に各周回、コントロールラインを通過できなければゲームオーバー。また、レース最終戦績が6位フィニッシュまで到達しないと制限タイム的に完走も厳しくなるよう調整されている。
操作方法は2方向レバーでステアリング。コーナリングフォースの概念が練り込まれているゲームであるが為、長く切れば切るほど後輪が空転しコースアウトを誘発、失速してしまう為、細やかに連続的に切り、部分的なアクセル連打とブレーキも組み合わせ、コーナリング速度を調整する事でコントローラブルにコーナーを攻められる。シフトチェンジはオートとなっているのでアクセルボタン長押しでそのまま加速する。最高速度、加速度、コーナリング性能はマシンによって差別化され、アクセルを放せばある程度惰性走行可能。Part2はそれに本線中各コース3回までのオーバーテイクボタンが備わり、優位制が確保された。
前述した通り、年度データが異なるのと難度調整の為、編成も変更されている。以下にコース、チーム概略を挙げる。
- 「WORLD GRAND PRIX」モード

全16戦をA～Dの4つの難易度で区切り、4コースを1戦ごとに予選→本戦とドライバーズポイントを稼いで転戦するモード。アーケードというプレイ時間の制約上、実際のF1転戦順とは異なる。
- - A

ITALY→GERMANY→CANADA→BRITISH（オリジナル）
ITALY→SAN MARINO→GERMANY→BRITISH(Part2)
- - B

SAN MARINO→BELGIUM→HUNGARY→JAPAN（オリジナル）
SOUTH AFRICA→SPAIN→MEXICO→CANADA(Part2)
- - C

MEXICO→SPAIN→FRANCE→U.S.A（オリジナル）
AUSTRALIA→FRANCE→PORTUGAL→JAPAN(Part2)
- - D

AUSTRALIA→BRAZIL→PORTUGAL→MONACO（オリジナル）
BELGIUM→BRAZIL→HUNGARY→MONACO(Part2)
に分かれ、次にチームマシンと、ドライバー（1991年データ、1992年データと異なる為、ドライバーは各リンク項を参照）を以下から選出。
- - Part1（1991年データ）

フェラーリ、マクラーレン、ウィリアムズ、ベネトン、ティレル、ラルース
- - Part2（1992年データ）

フェラーリ、マクラーレン、ベンチュリー・ラルース、ベネトン、ウイリアムズ、フットワーク・アロウズ
各項選出後、予選LAP開始となる。
- 「FREE RUN」モード

全16戦のうちの1コースだけ選出し、予選通過後、決勝を5ラップ制で戦う。Part2のオーバーティクは3回までと変わらない為、どの周回で使用するかといった戦略的要素が絡む。
なお、決勝中にアザーカーと接触しても車はダメージを受けないなど、前作『スーパーフォーミュラ』とは差別化が図られ、本作ではダメージマップとピットイン制は除外、難度調整が図られている。

## 移植版
| No. | タイトル      | 発売日        | 対応機種           | 開発元         | 発売元         | メディア                          | 型式    | 備考 |
| --- | ------------- | ------------- | ------------------ | -------------- | -------------- | --------------------------------- | ------- | ---- |
| 1   | F1 GRAND PRIX | 1992年4月28日 | スーパーファミコン | ビデオシステム | ビデオシステム | 8メガビット+64キロRAMロムカセット | SHVC-FG |      |

スーパーファミコン版
1991年のチーム・ドライバーデータを収録（一部を除き 開幕時点のデータ）。オプションからチーム間でのドライバーの入れ替えも可能。

## スタッフ
アーケード版
- プロデューサー：S.NOZAKI
- デザイン：ふなだよしひろ、T.NISHIGAKI、やまとまさし、AKIRA、あかまつてつお、きぬもとゆうこ、ひきはらゆかり、もとのひでひこ、やまもとやかつゆき、TERUE
- プログラム：YOU-CHAN、K.OGI、W.R.EDOGAWA、ZORAC、FUJY
- サウンド・エフェクト：板村直樹、ありかわまさと
- スペシャル・サンクス：NONYANYA、中村晋介

スーパーファミコン版
- デザイン：あかまつてつお、やまとまさし、きぬもとゆうこ、ひきはらゆかり、AKIRA、こんどうかずお、安達宏、もとのひでひこ、やまもとやかつゆき
- メイン・プログラマー：Knt.（かねだゆきお）、AIZ!
- サブ・プログラマー：SUGAR、OHFUJI
- サウンド・プログラマー：八尾吉一
- 音楽：板村直樹
- サウンド・デザイン：ありかわまさと
- スペシャル・サンクス：エードリアン・バーナード、ふかいまり、スナフキン・ベック、ねこいけだ、アリスいとう、F-1 Grand Prixアーケードチーム
- プロジェクト・リーダー：ほそかわてつろう
- 水口エンジニアリング、共同広告、フジテレビジョン

## 評価
アーケード版
ゲーム誌『ゲーメスト』の企画「第6回ゲーメスト大賞」（1992年度）において、プレイヤー人気7位、年間ヒットゲームで8位を獲得した。
スーパーファミコン版
ゲーム誌『ファミコン通信』の「クロスレビュー」では合計27点（満40点）、『ファミリーコンピュータMagazine』の読者投票による「ゲーム通信簿」での評価は以下の通りとなっており、21.87点（満30点）となっている。この得点はスーパーファミコン全ソフトの中で83位（323本中、1993年時点）となっている。また、同雑誌1993年8月情報号特別付録の「スーパーファミコンオールカタログ'93」では、「真上からの視点で、スピード感あふれるレース展開を楽しむことができる」とゲーム性に関して肯定的なコメントで紹介されている。
| 項目 | キャラクタ | 音楽 | 操作性 | 熱中度 | お買得度 | オリジナリティ | 総合  |
| 得点 | 3.76       | 3.65 | 3.70   | 3.86   | 3.32     | 3.58           | 21.87 |

## 続編
F-1 GRAND PRIX PART II
1992年にアーケードにて稼働を開始し、後の1993年2月26日にスーパーファミコン用ソフトとして発売された。
1992年のチーム・ドライバーデータを収録（一部を除き 開幕時点のデータ）。
グラフィック面の強化・マシン挙動のバランス変更・オーバーテイクボタンの追加のほか、今作からストーリーモードが追加され、新興チームの運営とドライバーとしてのキャリアを体験することが出来る。
F-1 GRAND PRIX PART III
1994年4月22日発売。アーケード版は存在しない。
1993年のチーム・ドライバーデータを収録しているが、マクラーレンに所属していたアイルトン・セナは未収録で、ミカ・ハッキネンとマイケル・アンドレッティの布陣となっていた。また、1993年シーズン途中で交代したドライバー8人・1992年シーズンに参戦していたドライバー7人と1991年に引退した中嶋悟の計16人がエディット専用ドライバーとして収録されている。
収録コースは1993年シーズンの開催地の他、1991年アメリカGP（フェニックス市街地コース）と1992年メキシコグランプリ（エルマノス・ロドリゲス・サーキット）、1994年パシフィックGP（TIサーキット英田）、そしてゲームオリジナルのテストコースが収録されている。
その後のシリーズ
1995年発売のSD F-1グランプリを経て、シリーズはNINTENDO 64やPlayStation、ドリームキャスト、ゲームボーイカラー向けとしてトップスクロールタイプからドライバーズアイタイプに変更された『F1 WORLD GRAND PRIX』シリーズへ移行し、2001年発売のPlayStation 2向け『F1 Racing Championship』（ユービーアイソフト開発）まで続いた。